# Tragulichthys jaculiferus
Tragulichthys jaculiferus és una espècie de peix de la família dels diodòntids i de l'ordre dels tetraodontiformes.

## Morfologia
- Els mascles poden assolir 30 cm de longitud total.[2][3]

## Hàbitat
És un peix marí, de clima tropical i associat als esculls de corall que viu entre 26-137 m de fondària.

## Distribució geogràfica
Es troba a Papua Nova Guinea, nord d'Austràlia i la Mar d'Arafura.